# サイバスロン
サイバスロン （Cybathlon）は、ロボット工学等の最先端技術を応用した義肢などを用いて障害者が競技に挑む国際的なスポーツ大会。第1回大会がスイスのチューリッヒで、2016年10月8日に実施された。

## 概要
チューリッヒ工科大学・スイス国立コンピテンスセンター・ロボティクス研究所（NCCR Robotics）教授のロバート・ライナー（Robert Riener）の発案で、産業界と学界の対話の橋渡し・技術開発者と障害者との議論の促進・ロボット工学を応用した補装具の普及を目的に創設された障害者スポーツ大会である。選手登録した障害者たちは、脳コンピュータインタフェースやロボット工学等の先端技術を応用した義手や義足、車椅子などを用いて競技に挑む。「サイボーグのオリンピック」とも「バイオニック・アスリートたちのオリンピック」とも呼ばれるが、オリンピックやパラリンピックがヒトの力をどれだけ伸ばすかが主な目的であるのに対し、当競技は技術と人の協力や融合がメインであり、技術の力 + オペレーターである機械を操作する障害者が、設定された課題「競技種目」に対し、いかに義肢や車いすなどの操作技術を磨き、克服するかがメインである。どんなに素晴らしいアイディアであろうとも、最新技術の凄いロボットアームを作ろうとも、操作が難しすぎては失敗し、敗退する。誤解を恐れずに例えればスポーツ大会と言うよりは、「ロボコン」に近いかもしれない。実際ロボットコンテストの雑誌にサイバスロン競技者や参加企業の技術者などが紹介されている。
第1回大会がスイスのチューリッヒで予行イベントが2015年7月に、本大会が2016年10月8日にそれぞれ行われた。第1回大会の競技種目は、脳コンピュータインタフェース（BCI）レース、機能的電気刺激（FES）自転車レース、強化型義手レース、強化型義足レース、強化型外骨格レース、強化型車椅子レースの6種目である。日本からは和歌山大学やベンチャー企業計3組が4種目に出場した。
第二回大会は、元々日本に誘致予定であったが、チューリッヒ工科大学の意向で、スイスで2020年に行われることになった。
また本大会とは別にワールドシリーズが行われ、各種目ごとに本大会の前年に様々な国で行われる予定である。

## 競技種目
第1回大会（2016年）では、次の6種目が設定された。
- 脳コンピュータインタフェースレース （Brain Computer Interface  (BCI) Race）
- 機能的電気刺激自転車レース （Functional Electrical Stimulation (FES) Bike Race）
- 強化型義手レース （Powered Arm Prosthesis Race）
- 強化型義足レース （Powered Leg Prosthesis Race）
- 強化型外骨格レース （Powered Exoskeleton Race）
- 強化型車椅子レース （Powered Wheelchair Race）